# Луї Ріель
Луї Дави́д Ріе́ль (22 жовтня 1844 — 16 листопада 1885) — канадський політик, його вважають одним із засновників провінції Манітоба, лідер метисного населення канадських прерій. Був лідером двох рухів опору проти Канадського уряду, прагнув зберегти права і культуру канадських метисів, коли їхній спосіб життя та культура в Північно-західних територіях опинилися під загрозою від поширення канадських володінь на заході країни. Є національним народним героєм Канади.

## Біографія
Луї Ріель був найстаршим з одинадцяти дітей в шанованій, франкомовній родині метисів на заході Канади. Його батько мав неабиякий авторитет серед місцевих метисів завдяки своїй підтримці виступів метисів проти торговельної монополії Компанії Гудзонової Затоки. Родина Ріелів була дуже добре відома і шанована серед місцевого населення і відмічалася своєю набожністю. Луї спочатку навчався у священиків,— очікувалося що він теж прийме сан і стане священиком. В 1858 р. він поступив до духовної семінарії в Монреалі, де відзначився особливими здібностями в вивченні мов, науки, і філософії. По смерті батька в 1864 році в Луї залишив семінарію.
Деякий час Ріель продовжував своє навчання в жіночому монастирі Сірих Черниць в Монреалі, але його скоро виключили зі складу студентів за дисциплінарні провини. Протягом деякого періоду він залишався в Монреалі, жив в будинку своєї тітки, Люсі Ріель. Збіднівши після смерті свого батька, Ріель був вимушений знайти роботу клерка в юридичній конторі в Монреалі. Протягом цього часу він також познайомився з молодою жінкою Марі-Жюлі Ґернон і навіть заручився з нею, але сім'я нареченої була категорично проти шлюбу з метисом. Розчарований невдачею в приватному житті і неприємною для нього роботою в конторі, Ріель вирішив залишити Квебек в 1866 р. Перед тим, як повернутися в колонію Червоної Річки на території сучасної Манітоби, Ріель ще встиг попрацювати в США — в Чикаго і Сент-Луїс.

### Повстання в колонії Ред-Рі́вер
В середині 19-го сторіччя більшість населення колонії Ред-Рівер були метиси або індіанці. По поверненню в регіон, Ріель бачив, що становище в поселенні через наплив англомовних поселенців з Онтаріо значно погіршувалося, зростали національні та расові протиріччя. Політична ситуація також була невпевнена, оскільки під час переговорів щодо передачі Рупертсленду з володіння Компанії Гудзонової Затоки, уряд Канади, попри застереження щодо невдоволення місцевого населення, вислав у регіон експедицію, яка почала проводити топографічну розвідку землі. Прибуття топографів викликало невдоволення багатьох метисів, оскільки багато з них не володіли правом на землю. До того ж земельні ділянки були поділені по старій французькій системі й відрізнялась від нового англійського стилю.
У кінці серпня 1869 р. Ріель в своїй промові піддав критиці наміри уряду проводити топографічну розвідку. 11 жовтня 1869 р. відбулися перші сутички з топографічною експедицією і її робота була припинена. 16 жовтня був створений Національний Комітет Метисів з Ріелем на чолі, який заявив, що уряд в Оттаві повинен був вести перемови безпосередньо з метисами, які висуватимуть свої права на землі в регіоні. Попри це, представник уряду, новопризначений губернатор Макдональд, зробив спробу увійти під охороною в поселення 2 листопада. Сформовані сили метисів вчинили опір біля американського кордону і без пролиття крові захопили Форт-Ґеррі (майбутній Вінніпеґ).
6 листопада, Ріель запросив представників уряду взяти участь у зустрічі з представниками метисів, щоб обговорити подальші дії. 1 грудня він висунув цілу низку вимог до канадського уряду, яку підтримали більшість франкомовних метисів. Проте серед англомовних метисів також виникла про-канадська фракція, яка намагалася озброїтися і встановити свою владу в поселенні. У збройному протистоянні з англомовними метисами їх було обеззброєно і взято під варту в в'язниці Форт-Ґеррі.

#### Тимчасовий Уряд

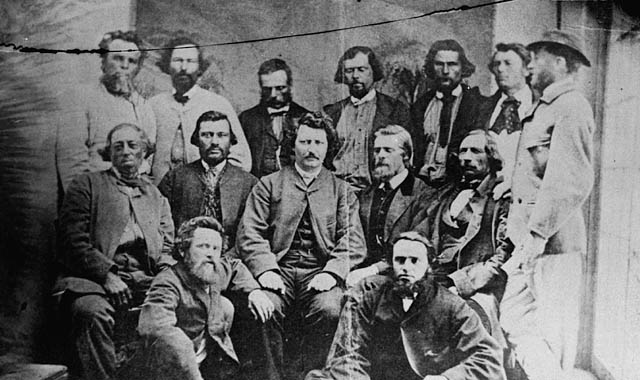
Тимчасовий Уряд

Дізнавшись про повстання, уряд в Оттаваі відправив трьох посланців до повстанців, зокрема представника Компанії Гудзонової Затоки Дональда Сміта. Поки посланці були в дорозі, Національний Комітет Метисів проголосив 8 грудня 1869 року Тимчасовий Уряд, президентом якого 27 грудня став Ріель. Зустріч між Ріелем і делегацією з Оттави відбулася 5 і 6 січня, 1870 р. Коли перемови не досягли успіху, Дональд Сміт вирішив звернутися безпосередньо до народу на публічному форумі, де Сміт намагався запевнити присутніх у доброзичливості уряду. У зустрічах 19 і 20 січня, було узгоджено, що англомовні і франкомовні метиси окремо обговорять пропозиції Сміта. 7 лютого, новий список вимог був поданий на розгляд делегації з Оттави, а Сміт і Ріель домовились відправити представників в Оттаву для участі в прямих перемовах.
Незважаючи на прогрес у розвитку подій, англомовна проканадська фракція продовжувала готувати повстання серед метисів спрямоване проти Тимчасового Уряду, сформованого Ріелем. 17 лютого було заарештовано 48 прихильників проканадської фракції, зокрема Бултона і Томаса Скотта, яких запровадили до в'язниці у Форт-Ґеррі. Бултон був відданий під суд і засуджений до смерті за втручання в дії Тимчасового Уряду. Хоча Бултона помилували від смертної кари, його товариш Скотт продовжував відноситися до Тимчасового Уряду з відкритим презирством і сперечатися з охоронцями. Це спонукало інших метисів наполягати на суді і над ним. Суд визнав Скотта винним і засудив його до смерті. Хоча Ріеля й просили пом'якшити кару і не страчувати Скотта, засуджений був все ж таки розстріляний 4 березня. Деякі вважають, що причиною страти Скотта було також намагання продемонструвати іншим супротивникам рішучість Тимчасового Уряду.
У березні делегати від Тимчасового Уряду прибули в Оттаву на зустріч із прем'єром Макдональдом та іншими урядовцями. В результаті перемов була досягнута угода, яка пізніше стала Манітобським Актом від 12 травня 1870 року, яка формально включила Манітобу в склад Канадської конфедерації. Незважаючи на успіхи в перемовах, посланцям не вдалося добитися амністії для членів Тимчасового Уряду.
Для охорони території країни переважно від зазіхань американців уряд відправив в поселення Ред-Рівер військову експедицію під керівництвом полковника Гарнета Вулсі. Хоча уряд і розцінював це як миротворчу ініціативу, в колонії поширювались чутки, що канадські добровольці в складі експедиції хотіли лінчувати Ріеля. Побоюючись розправи, Ріель утік з поселення до американського штату Північна Дакота ще до прибуття військових. 2 вересня 1870 р. з прибуттям нового губернатора була поновлена влада центрального уряду, а в грудні того ж року відбулися вибори, де в місцевих органах влади певні позиції здобули прихильники Тимчасового Уряду.

### Заслання
Переховуючись в США, Луї Ріель продовжував цікавитися ситуацією в Манітобі — і зокрема брав участь в обороні поселень та навіть сформував окремий кавалерійський загін. Попри це, уряд Канади відносився до Ріеля з підозрою і питання його амністії все ще залишалося невирішеним. Центральний уряд країни робив все можливе для усунення Ріеля з політичного життя провінції, включаючи погрози та хабарі. У Манітобі й Онтаріо поширювались чутки про наміри помсти Ріелю за повстання в колонії Ред-Рівер і представники від уряду запропонували Ріелю хабар у розмірі тисячі доларів, щоб тільки він залишався в США. Після деяких вагань, Ріель погодився взяти гроші і залишився в місті Сент-Пол, США.
Проте в Манітобі політична ситуація швидко мінялася. Деякі прихильники Ріеля пропонували висунути його кандидатуру на виборах у канадський парламент. Побоюючись помсти, Ріель сам віддав свою кандидатуру товаришеві з Квебеку, який обіцяв сприяти амністії для Ріеля. Проте товариш, хоч і був обраний, але помер перш ніж встиг допомогти в питанні амністії. Коли кандидатуру Ріеля знову було висунуто на виборах, вона знову отримала більшість, але сам кандидат надалі побоювався їхати до Оттави, щоб зайняти місце в канадському парламенті. Поширювались чутки, що прем'єр Онтаріо запропонував винагороду в 5000 доларів за його арешт. Побоюючись за своє життя, Ріель залишався поблизу Пітсбурга в США у одному з франкомовних поселень. Новини про засудження на смерть одного з його прихильників за участь у повстанні та вбивстві Скотта переконали його в необхідності залишатися в США. Протягом певного часу, хоча його прихильникам і вдалося добитися амністії, її умовою була вимога Ріелю залишатися у вигнанні. Постійний психологічний тиск призвів до загострення психічної хвороби, від якої він можливо страждав вже декілька років. Психологічний стан здоров'я Ріеля погіршився до такої міри, що 6 березня 1876 року попри небезпеку його було переведено під вигаданим ім'ям до психіатричної клініки в Квебеку. Перебуваючи в клініці Ріель продовжував писати твори на релігійні теми, в яких він вважав себе месією. Поволі його стан покращився і Ріеля було виписано з клініки 23 січня 1878 року.

### Повстання в Північно-західних територіях
Повернувшись до Манітоби зі Сполучених Штатів, Луї Ріель очолив повстання індіанців на заході Канади, яке, однак, швидко зазнало поразки. Після придушення повстання Ріеля було захоплено у полон та засуджено до страти. За вироком суду, незважаючи на протести адвокатів стосовно психічної хвороби Ріеля, його стратили повішенням 16 листопада 1885.

### Ріелістська марсельєза (Marseillaise rielliste)
Страта Луї Ріеля викликала обурення серед франкомовних канадців (Ріель був франкомовним та католиком). Відбулися масові акції протесту. 22 листопада 1885 року, від 40 до 50 тисяч людей зібралися на мітинг на Марсових полях (фр. Champs de Mars) у Монреалі. Тоді ж з'явилася так звана Ріелістська марсельєза (фр. Marseillaise rielliste)
Enfants de la nouvelle France, Douter de nous est plus permis!
Au gibet Riel se balance, Victime de nos ennemis (bis).
Amis, pour nous, ah quel outrage!
Quels transports il doit exciter!
Celui qu'on vient d'exécuter
Nous anime de son courage.
Refrain: Courage! Canadiens! Tenons bien haut nos coeurs;
Un jour viendra (bis) Nous serons les vainqueurs.
Que veulent ces esclavagistes?
Que veut ce ministre étrangleur?
Pour qui ces menées orangistes, Pour qui ces cris, cette fureur ? (bis)
Pour nous, amis, pour nous, mes frères, Ils voudraient nous voir au cercueil, Ces tyrans que leur fol orgueil
Aveugle et rend sourds aux prières.
Refrain.
Honte à vous, ministres infâmes, Qui trahissez, oh! lâcheté!
¬Vous avez donc vendu vos âmes!
Judas! Que vous onti-ils payé? (bis)
Dans la campagne et dans la ville
Un jour le peuple vous dira: Au bagne, envoyez-moi tout ça!
La corde n'est pas assez vile!
Refrain.